# Liste der Botschafter der Vereinigten Staaten in Guinea-Bissau
Die Liste der Botschafter der Vereinigten Staaten in Guinea-Bissau bietet einen Überblick über die Leiter der US-amerikanischen diplomatischen Vertretung in Guinea-Bissau seit 1976.
Bis zum 12. Mai 1983 war der US-Botschafter in Praia regelmäßig auch in Bissau akkreditiert. Bis zum 14. Juni 1998 befand sich die Botschaft in der 1 Rua Ulysses S. Grant, Bairro de Penha, Bissau. Seit dem 13. Februar 2004 ist der Botschafter in Dakar regelmäßig auch bei der Regierung in Bissau akkreditiert.
| Ernannt       | Akkreditiert  | Name                     | Bemerkungen | ernannt von       | akkreditiert bei          | Posten verlassen |
| ------------- | ------------- | ------------------------ | --- | ----------------- | ------------------------- | ---------------- |
| 30. Juni 1976 |               | Dean Curran              | Geschäftsträger (* 1948) | Gerald Ford       | Francisco Mendes          |                  |
| 16. Sep. 1976 | 29. Nov. 1976 | Melissa F. Wells         | | Gerald Ford       | Francisco Mendes          | 29. März 1977    |
| 16. Sep. 1977 | 31. Okt. 1977 | Edward Marks             | (* April 1934 in Chicago) | Jimmy Carter      | Francisco Mendes          | 11. Juli 1980    |
| 27. Aug. 1980 | 22. Sep. 1980 | Peter Jon de Vos         | (* 24. Dezember 1938 in San Diego; † 2008) trat 1962 in den auswärtigen Dienst, wurde in Recife, Neapel und Luanda beschäftigt. 1970 bis 1971 politischer Beamter in Sao Paulo, 1971 bis 1973: politischer Beamter in Brasilia | Ronald Reagan     | Victor Saúde Maria        | 30. März 1983    |
| 18. März 1983 | 12. Mai 1983  | Wesley William Egan, Jr. | (* 21. Januar 1946 in Madison) trat 1971 in den auswärtigen Dienst 1971–1972: Konsularbeamter in Durban | Ronald Reagan     | Victor Saúde Maria        | 7. Jan. 1985     |
| Jan. 1985     |               | Barbara C. Maslak        | Geschäftsträgerin | Ronald Reagan     | Victor Saúde Maria        | Aug. 1986        |
| 16. Juni 1986 | 27. Aug. 1986 | John Dale Blacken        | (* 26. August 1930 in Everett) 1956–1958 Vertreter von Encyclopædia Britannica in San Francisco. 1958 Management Analyst im Büro des Landwirtschaftsministers.                                                                 | Ronald Reagan     | Victor Saúde Maria        | 29. Sep. 1989    |
| 10. Okt. 1989 | 13. Nov. 1989 | William Ludwig Jacobsen  | (* 2. Dezember 1936 in Seattle) | George H. W. Bush | Victor Saúde Maria        | 25. Aug. 1992    |
| 15. Juni 1992 | 14. Okt. 1992 | Roger A. McGuire         | (* 1. Juli 1943 in Troy) | George H. W. Bush | Carlos Correia            | 28. Aug. 1995    |
| 3. Okt. 1995  | 4. Nov. 1995  | Peggy Blackford          | (* 18. Februar 1942 in Trenton) | Bill Clinton      | Manuel Saturnino da Costa | 14. Juni 1998    |
| 15. Nov. 2002 | 13. Feb. 2004 | Richard Allan Roth       | (* 1948) | George W. Bush    | Artur Sanhá               | 4. Aug. 2005     |
| 21. Feb. 2006 | 9. Mai 2006   | Janice L. Jacobs         | (* 5. Dezember 1946) | George W. Bush    | Aristides Gomes           | 15. Juli 2007    |
| 16. Juni 2008 |               | Marcia Bernicat          | (* 1953) | George W. Bush    | Carlos Correia            | Juni 2001        |
| Juni 2011     |               | Robert T. Yamate         | Geschäftsträger | Barack Obama      | Carlos Gomes Júnior       | Juni 2011        |
| 11. Juli 2011 |               | Lewis Lukens             | | Barack Obama      | Carlos Gomes Júnior       | 4. Juni 2014     |
| 21. März 2015 |               | James P. Zumwalt         | | Barack Obama      | Domingos Simões Pereira   | 19. Jan. 2017    |
| 19. Mai 2017  | 4. Aug. 2017  | Tulinabo S. Mushingi     | | Donald Trump      | Umaro Sissoco Embaló      |                  |